# Space Electronic
Space Electronic è una discoteca di Firenze situata in via Palazzuolo nei pressi della stazione di Santa Maria Novella. Venne realizzata su progetto di Carlo Caldini e Fabrizio Fiumi, componenti di un gruppo di architetti radicali denominato Gruppo 9999. Fu inaugurata il 27 febbraio del 1969.

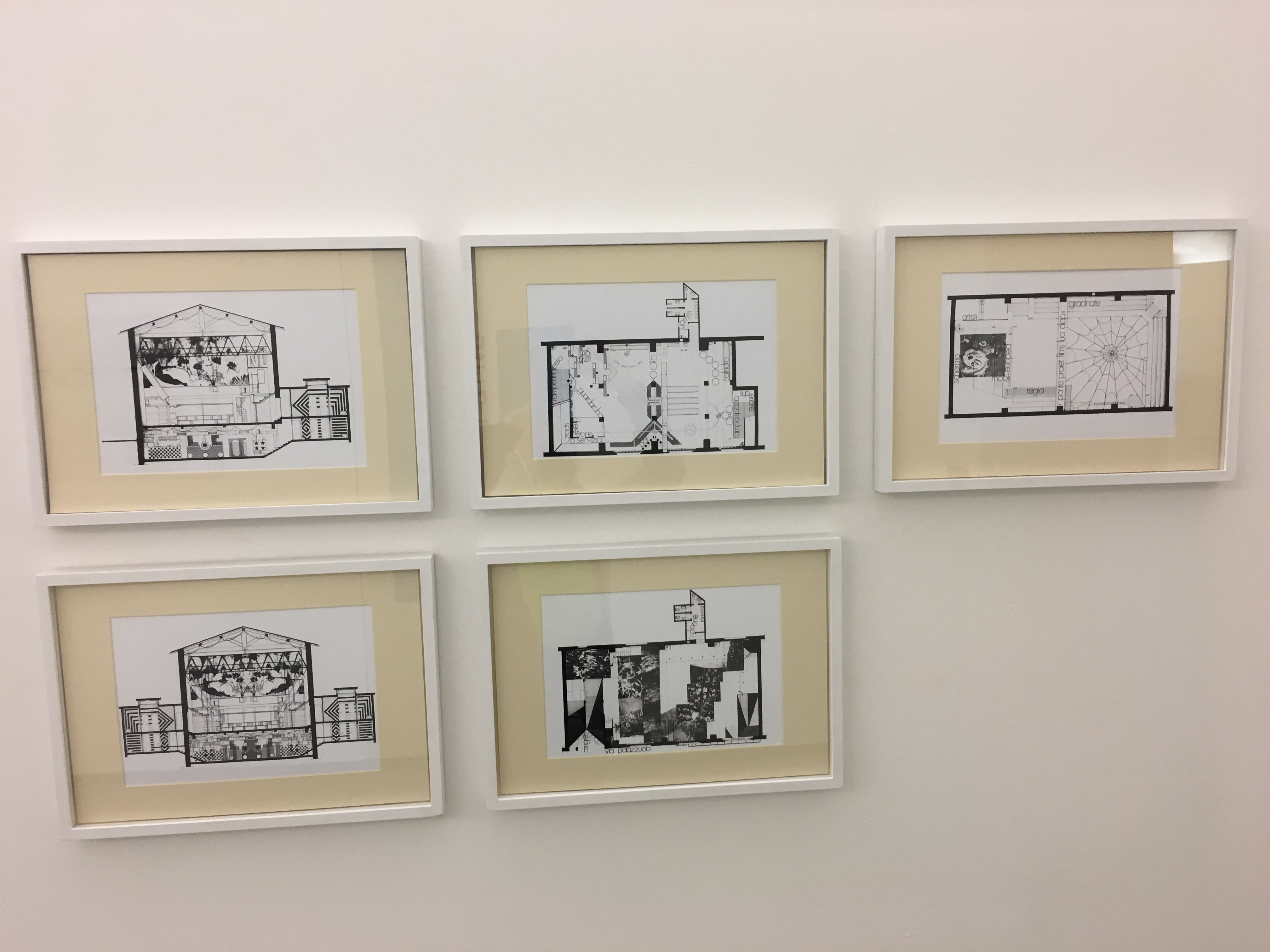
Tavole del progetto dello Space Electronic

## Gruppo 9999
Insieme ad altri gruppi fiorentini di architettura d'avanguardia, utopica e visionaria, come Superstudio, Archizoom, Ufo, Remo Buti, Gianni Pettena e Zziggurat, il Gruppo 9999 contribuì a riformulare il linguaggio architettonico e a rivoluzionare l'idea di architettura legata alla monumentalità e ad una metodologia progettuale vecchia, scollegata dal mondo moderno.
Ogni gruppo aveva una propria identità e il 9999 era particolarmente interessato a delineare e diffondere un preciso modello di vita che ponesse in primo piano la salvaguardia della natura.
Il bisogno di mettersi alla prova in totale autonomia li spinse a cercare uno spazio dove sperimentare liberamente e dove ospitare manifestazioni di ogni genere, un luogo del tempo libero da utilizzare per attività di vario tipo. La facoltà di Architettura di Firenze nell'anno accademico 1966/1967 propose agli studenti un corso tenuto da Leonardo Savioli: Progettazione di un locale di svago e spettacolo, che si rifaceva al lavoro di Cedric Price per il Fun Palace. Progettare una "discoteca" diventò un archetipo di libertà, un modo di sperimentare senza dipendere da nessuno, di lavorare non su commissione, di esaltare il concetto di divertimento giovanile come fondante la società.

## Storia

### Premesse
L'idea di aprire a Firenze un locale con caratteristiche e funzioni del tutto nuove venne a Caldini e Fiumi dopo aver visto, nel dicembre 1967, l'Electric Circus, una discoteca del Greenwich Village di New York. Qui Rudi Stern, artista eclettico e visionario, sperimentava una nuova forma d'arte, l'Arte Multimediale, caratterizzata dalla compresenza e interazione di più linguaggi (testi scritti, immagini, suoni, giochi di luce e animazioni) in uno stesso supporto. Si trattava di un grande locale le cui pareti venivano bombardate di immagini, diapositive, spezzoni di film e liquidi colorati, mentre si alternavano musica dal vivo e musica registrata; l'effetto era un coinvolgimento totale di musica, immagini e azioni (l'art director era Andy Warhol e la house band Velvet Underground).

### Inaugurazione
Tornati a Firenze scelsero una vecchia officina meccanica alluvionata, puzzolente di nafta, grande circa 800 m² disposti su due piani, in via Palazzuolo, 37. La attrezzarono di impianto di amplificazione, di proiettori da diapositive, cineprese, lavagne luminose, monitors a circuito chiuso, proiettori 8 mm, kodak carousel, laser, ecc., apparecchi che avevano già avuto un primo utilizzo nel settembre del 1968, in occasione dell'Happening a Ponte Vecchio, performance che aveva visto le pareti del ponte accarezzate di luce, inondate di immagini. Tutti i componenti del gruppo contribuirono alla realizzazione del locale. All'interno gli apparecchi furono posizionati su di un ponte metallico sospeso che attraversava tutta la sala; questa era un parallelepipedo nero, una scatola elettronica con intorno pedane a scalino e ai lati balconate sopraelevate. L'arredamento, ideato da Paolo Galli, era in gran parte composto da oggetti riciclati come cestelli di lavatrici e carcasse di frigoriferi, “serpentoni” di plastica usati come divani, e un acquario completo di piranha.
Il locale Space Electronic venne inaugurato il 27 febbraio del 1969 con un "concerto zero" eseguito da due band italiane, i Dik Dik e i New Trolls, e con esibizioni di danza e proiezioni di immagini. Caldini e Fiumi ne assunsero la gestione insieme a Mario Bolognesi.

### Attività
Non era propriamente una discoteca, ma un punto di ritrovo per giovani, dove ballare, assistere a mostre/spettacoli, fare teatro, installazioni, presentare artisti, ecc.
Rimaneva aperto giorno e notte cambiando destinazione d'uso a seconda dell'ora: la mattina e il pomeriggio era un luogo di studio, un'aula di progettazione e sperimentazione sia per il Gruppo 9999, sia per studenti della facoltà di Architettura che preparavano esami; la sera ospitava concerti dal vivo, jam session, installazioni di gonfiabili, ecc. Monitors a circuito chiuso diffondevano l'immagine della folla intenta a ballare; da una sala regia veniva mandata la musica e si azionavano le luci stroboscopiche, psichedeliche, e i proiettori che bombardavano le superfici di immagini a ripetizione: disegni di Leonardo, un feto nel grembo materno, quadri di Rousseau, ecc. inducendo una continua stimolazione sensoriale ed emotiva, i cui effetti erano amplificati dal pavimento ricoperto da una grande lastra scintillante in alluminio di 15 x 25 metri. Ogni settimana vi si potevano trovare nuovi allestimenti, nuovi oggetti non identificati e strani materiali.
Il locale divenne presto noto nel panorama culturale della città per i continui happening e forum di rilievo internazionale; era considerato luogo d'elezione per l'avanguardia nell'ambito della musica e del teatro. Fu punto di riferimento per molti giovani musicisti fiorentini (tra loro Flavio Cucchi e Paolo Tofani) che avevano la possibilità di esibirsi ogni sera; la porta era aperta alle culture rock, alle culture hippies e alla creatività in genere. 
Oltre alla musica e al teatro la programmazione offriva contaminazioni fra diversi linguaggi in continuo scambio tra una dimensione dell'architettura utopica, concettuale e le arti visive, insieme al cinema, la danza, la cultura dei media, la body art, i cartoons, la video art, la Pop Art, l'arte povera.
Alla fine del 1969 ospitò Dario Fo con Mistero Buffo, Julian Beck e Judith Malina (Living Theatre) con due spettacoli: Paradise Now e Antigone di Sofocle; e poi musicisti come Van Der Graaf Generator, Rory Gallagher, Canned Heat, Atomic Rooster, Area di Demetrio Stratos, Léo Ferré, Premiata Forneria Marconi, Formula 3, Equipe 84, The Rokes, Sopworth Camel, ecc.. Caldini e Fiumi erano molto attenti anche alle novità internazionali e viaggiavano alla ricerca di nuove proposte musicali, e non solo; a Londra scoprirono due giovani band sconosciute, i Genesis e i Queen. Affascinato dalla loro musica, Caldini concordò alcune date per lo Space, ma solo due mesi più tardi, per entrambi i gruppi, esplose un successo mondiale e non furono più in grado di rispettare gli accordi presi.

### Tre giorni particolari

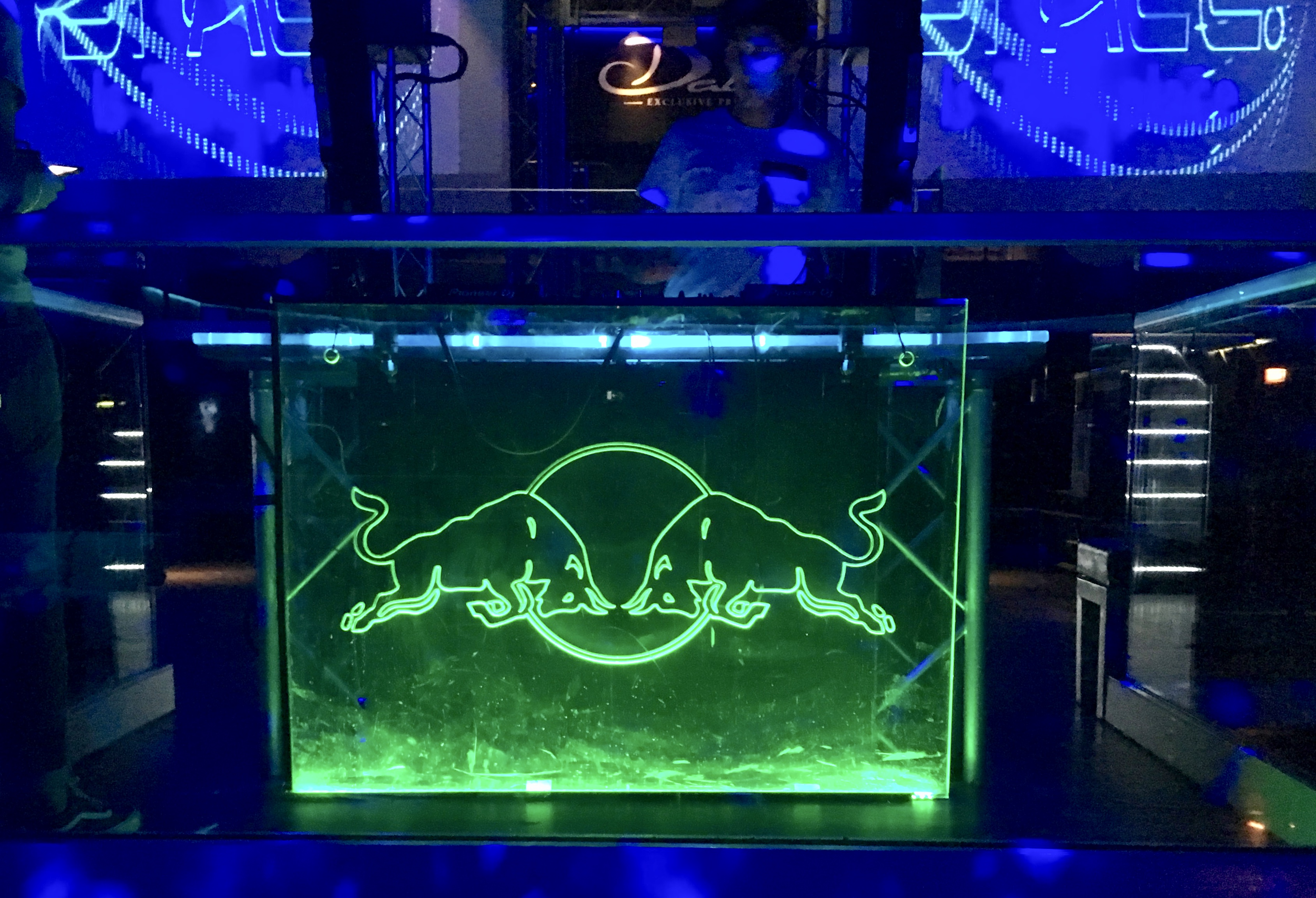
Interno (Luglio 2018)

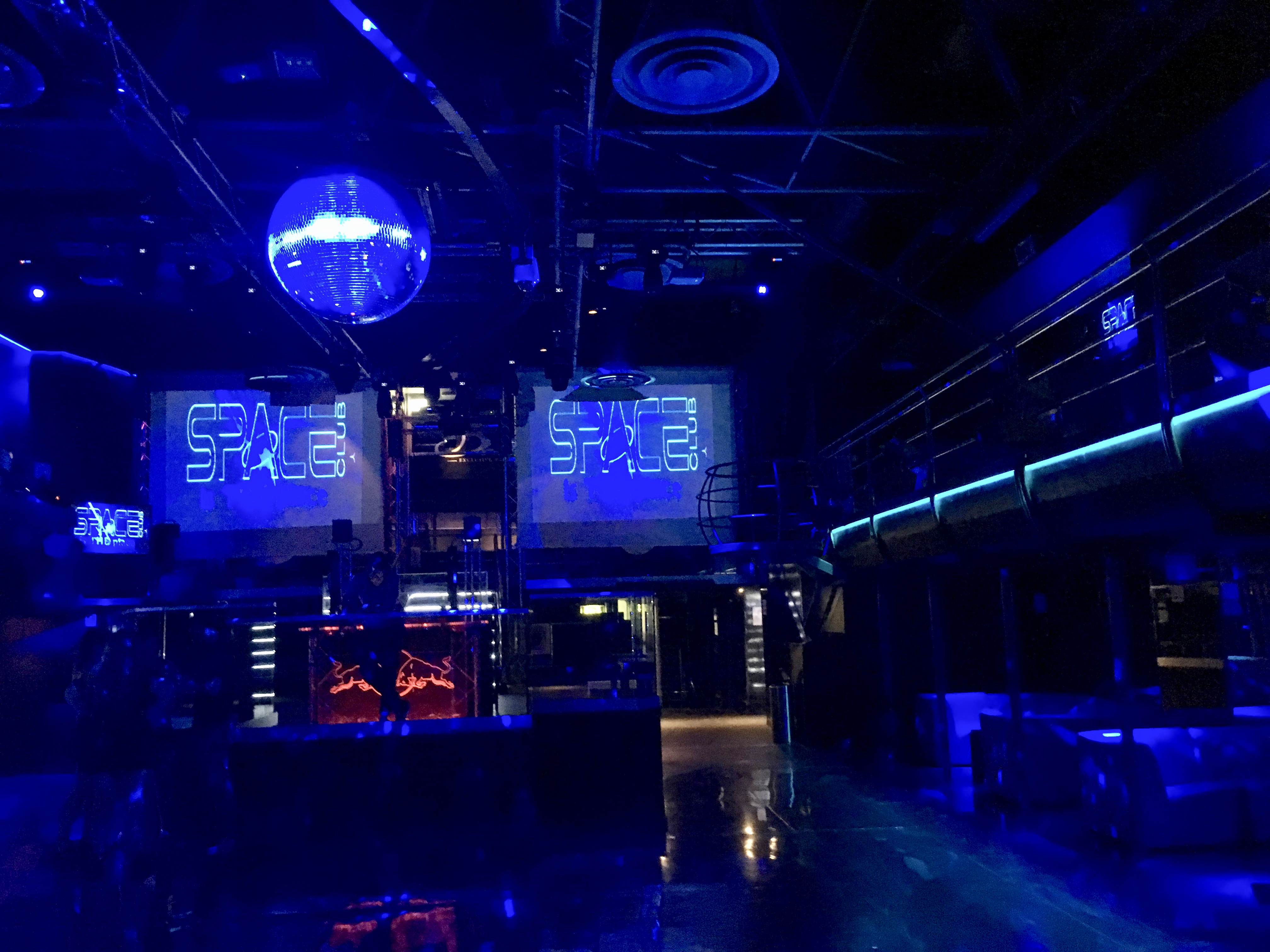
Interno (Luglio 2018)

Durante il festival S-Space Mondial Festival (9-11 Novembre 1971), organizzato con Superstudio e dedicato allo scambio di esperienze di gruppi radicali fiorentini e non, il locale assunse un nuovo aspetto. Gli intervenuti presentarono ed elaborarono materiali diversi a seconda della loro specificità. Il Gruppo 9999 realizzò al centro della discoteca un vero orto su di una piattaforma sopraelevata, con terra e piante trapiantate che venivano annaffiate tutti i giorni. Il piano inferiore fu completamente allagato con 30 cm di acqua e intorno venne realizzato un ambiente naturale con pesci, erba e alberi; pietre di varie dimensioni ne rendevano possibile il traversamento. L'installazione rappresentò il living room della Casa Orto—Vegetable Garden House, progetto che l'anno successivo avrebbe vinto il primo premio al concorso per giovani designer indetto dal MoMA, nell'ambito della mostra Italy: The New Domestic Landscape.

### Solo discoteca
Con lo sciogliersi del Gruppo 9999 nel 1972 per impegni lavorativi o familiari dei componenti, lo Space Electronic fu gestito da Mario Bolognesi e Carlo Caldini che alternò questa attività alla professione di architetto, fino alla sua scomparsa, avvenuta nel febbraio 2017.
Intorno alla metà degli anni settanta la contestazione dei giovani d'estrema sinistra, che reclamavano "musica gratis per tutti" e creavano disordini dentro e fuori dal locale, costrinse i gestori a diradare i concerti, fino ad eliminarli. Via via lo Space Electronic perse del tutto la sua specificità; venute meno l'attività di ricerca e sperimentazione, le esibizioni dal vivo e i concerti internazionali, il locale si adeguò alla moda del momento rappresentata da La febbre del sabato sera. Da allora è solo discoteca, una delle più grandi di Firenze, con una capienza di circa 800 persone, nota anche come Space Club.